# تانيا بليك
تانيا بليك (بالإنجليزية: Tanya Blake)‏ هي منافسة ألعاب القوى مالطية، ولدت في 1971 في لندن في المملكة المتحدة.

## وصلات خارجية
- تانيا بليك على موقع الاتحاد الدولي لألعاب القوى (الإنجليزية)
- تانيا بليك على موقع أوليمبيديا (الإنجليزية)